# سوپاتر
سوپاتر افامیایی (زبان یونانی: Σώπατρος ὁ Ἀπαμεύς؛ درگذشته ۳۳۷ پس از میلاد) سوفیست برجسته و فیلسوف نوافلاطونی بود.
سوپاتر شاگرد یامبلیخوس بود و پس از مرگ او (حدود ۳۲۵ پس از میلاد) به قسطنطنیه رفت و در آن‌جا از لطف و دوستی شخصی کنستانتین بزرگ برخوردار شد.
فهرست آثار مختلف او در سودا نوشته است، از جمله در باب پروویدنس و افرادی که خوش‌اقبال یا بداقبال نیستند. او از سوفسطایی دیگری به همین نام «سوپاتر افامیایی یا اسکندریه» متمایز است. او مظهر بسیاری از نویسندگان و احتمالاً عصاره‌های تاریخی است، که فوتیوس به‌همراه تعداد زیادی از نویسندگان دیگر جمع‌آوری کرده است.
مهم‌ترین اثر منسوب به سوپاتر تقسیم‌بندی مسائل است که مجموعه‌ای از ۸۱ دکلماسیون است، و همچنین حاوی دستورالعمل‌هایی درباره نحوه برخورد با آن‌ها است. این متن بهترین بینش را به دانشمندان مدرن در مورد بلاغیون و شاگردان آن‌ها در مدارس می‌دهد.
سوزومن «بدعت افرادی را که می‌خواستند دین مسیحیت را بدنام کنند» را این‌گونه نقل می‌کند که کنستانتین پس از کشتن پسرش کریسپوس از سوپاتر درخواست تطهیر کرد و سوپاتر رد کرد.
سوپاتر یکی از بسیاری از کسانی بود که توسط کنستانتین به قتل رسید و مرگ او پیش از سال ۳۳۷ میلادی اتفاق افتاد. زوسیموس مرگش را به دسیسه‌های ابلابیوس نسبت می‌‌دهد. یوناپیوس می‌افزاید که ابلابیوس کنستانتین را فریب داد تا باور کند که سوپاتر از جادو استفاده می‌کند. ظاهراً جادوی اشاره‌شده برای بازداشتن ناوگان حامل غلات بود، و بدین وسیله از رسیدن بار به قسطنطنیه، پایتخت امپراتوری و اقامتگاه کنستانتین، و مختل کردن عرضه غذا جلوگیری کرد.